# Obaidullah Karimi
Obaidullah Karimi, född 21 december 1979, är en afghansk fotbollsspelare som för närvarande spelar för den tyska klubben Bramfelder SV. Karimi var den enda afghanska spelaren som lyckades göra mål för Afghanistan i kvalet till VM 2010.